# دبه (شهر)
دبه (شهر) (به انگلیسی: Débé) شهری در کشور ترینیداد و توباگو، استان پنیال دبه است که جمعیت آن در سرشماری سال ۲۰۰۵ میلادی ۳٫۱۲۷ نفر بوده‌است.